# Karen Austin
Karen Austin (* 24. Oktober 1955 in Welch, West Virginia) ist eine US-amerikanische Schauspielerin.

## Leben
Austin debütierte im kanadischen Fernsehfilm The Ottawa Valley aus dem Jahr 1974. Sie schloss ein Literaturstudium an der Northwestern University als Master ab. Außerdem erwarb sie am Mary Baldwin College in Virginia den Titel eines Bachelors in Theaterkunst. Nach einigen Gastauftritten in Fernsehserien wie Dallas im Jahr 1978 war sie in einer größeren Rolle im Filmdrama Fish Hawk (1979) zu sehen. Nach der ersten Staffel der Sitcom Harrys wundersames Strafgericht stieg Austin aus ihrer Hauptrolle als Gerichtssekretärin aus, weil sie eine Filmkarriere anstrebte. 
In der Abenteuerkomödie Ein Total verrückter Sommer (1985) übernahm Austin neben John Candy eine der Hauptrollen. Im Thriller Lolita Kill (1989) spielten Austin und Jennifer Tilly zwei in einem Provinzort gestrandete Frauen, die sich mit dem Schriftsteller Charlie Cox (Matt Frewer) und mit dessen Tochter Joleen (Drew Barrymore) anfreunden. Im Filmdrama Best Friends for Life (1998) trat sie in einer größeren Rolle an der Seite von Gena Rowlands auf. Die Komödie Lost in the Pershing Point Hotel (2000), in der sie neben John Ritter zu sehen war, erhielt Preise der Festivals der Independentfilme in New York City und in Los Angeles. Währenddessen tritt die Schauspielerin in zahlreichen Gastrollen in Fernsehserien auf wie zum Beispiel in einer Folge der Serie Desperate Housewives aus dem Jahr 2005.
Austin ist Mitglied der Academy of Motion Picture Arts and Sciences und eine Funktionsträgerin bei der Screen Actors Guild. Sie hat eine im Jahr 1989 geborene Tochter.

## Filmografie (Auswahl)
- 1974: The Ottawa Valley
- 1979: Fish Hawk
- 1979: Hart aber herzlich (Folge 1x9: Die Wunderdroge)
- 1982: Ein Piano für Mrs. Cimino (A Piano for Mrs. Cimino)
- 1982: Die Aufgabe: Thronfolger gesucht (The Quest, Fernsehserie)
- 1984: Harrys wundersames Strafgericht (Night Court, Fernsehserie)
- 1985: Ein Total verrückter Sommer (Summer Rental)
- 1985: Das Messer (Jagged Edge)
- 1986: Ayla und der Clan des Bären (The Clan of the Cave Bear)
- 1986: Special Terminator CIA
- 1989: Columbo: Tödliche Tricks (Columbo Goes to the Guillotine)
- 1989: Lolita Kill (Far from Home)
- 1990: Für dich töte ich (A Girl to Kill For)
- 1994: Hilflos ausgeliefert (Murder or Memory: A Moment of Truth Story)
- 1994: Der Junge mit den traurigen Augen (Lazarus)
- 1995: Live Shot (Fernsehserie)
- 1997: Besucher aus dem Jenseits – Sie kommen bei Nacht (House of Frankenstein)
- 1998: Best Friends for Life
- 2000: Lost in the Pershing Point Hotel
- 2009: Wyvern – Die Rückkehr der Drachen (Wyvern)
- 2011: The Rum Diary
- 2011–2012: Fresh Hell (Webserie)
- 2012: The Wicked Within